# シリタイーノ
「シリタイーノ」は、BSフジにて2014年4月1日から2015年3月30日まで1年間放送されていたミニ番組。
当初は火曜から木曜までの放送だったが、2014年10月から、月・金・土の放送になった。放送時間は23:55 - 24:00（JST）。

## 概要
BSフジのイベントやDVD情報、フジテレビのお知らせなどを紹介する5分間のミニ情報番組。女性キャストと番組ナビゲーターのキャラクターが、様々なオススメ情報を紹介。

### 登場キャラクター
シリタイカモ(レギュラー出演・番組進行役)
番組のメインMCを務めているカモ。
いつも汗をかいていて、ちょっと臭そうカモ。
かわいい女の子に、鋭い質問をされ、毎回ドキドキしているカモ。
弟と妹がいて、シリタイカモとは似ても似つかない可愛さカモ。
シリタイカモちゃん、と呼ばれているカモ。
イキタイカモ(弟)
鼻水を垂らしているカモ。
第1回に登場しているカモ。
ミタイカモ(妹)
お花をつけた可愛らしいカモ。
第1回に登場しているカモ。

### ナレーター
三村ロンド(みむらろんど)
番組紹介・イベント告知ナレーション部分を担当。
本人もブログで書いている通り、今後かなりの振り幅でナレーションをしていくのカモ。

## 出演したかわいい女の子

### 2014年
| 回数   | 放送期間                | 名前                         | サブタイトル                             | 活動備考 | エピソード |
| ------ | ----------------------- | ---------------------------- | ---------------------------------------- | --- | --- |
| 第1回  | 4月1日 - 4月10日        | 久慈暁子                     | 「出会いの季節」                         | 2014旭化成グループキャンペーンモデル 2017年4月〜 フジテレビアナウンサー 暁子ちゃん！おめでとうカモ！                                                                                    | オープニングで、ささやいている仕草をしているのも彼女。(声は違う人カモ。) シリタイカモの兄弟を可愛い！と絶賛したため、シリタイカモが嫉妬してしまったカモ。                                    |
| 第2回  | 4月15日 - 4月24日       | 夏美                         | 「春のおでかけ」                         | 牛角「男牛角」CMに出演 テラスハウス（2016年2月 - 6月、フジテレビ・NETFLIX） | シリタイカモがかけているのは、メガネなのかサングラスなのかを知りたがっていたカモ。 |
| 第3回  | 4月29日 - 5月8日        | 小宮有紗                     | 「癒しの新緑シーズン」                   | 「特命戦隊ゴーバスターズ」（テレビ朝日） でんぱ組.incの特撮映画「白魔女学園」に出演。 ラブライブ！サンシャイン！！（黒澤ダイヤ役） 痛快TVスカッとジャパン                               | シリタイカモの声は、どこかで聞いたことあるような気がする・・・と怪しんでいたカモ。 シリタイカモが初めて、人に接触をした回カモ。                                                              |
| 第4回  | 5月13日 - 5月22日       | 恒吉梨絵                     | 「どこにでも飛んで行けるカモ」           | 続・最後から二番目の恋（2014/5/1放送分） ライオンのCM「働く女性への応援歌」に出演。 | シリタイカモが、梨絵ちゃんによだれを垂らして近づいたため飛ばされてしまったカモ。 |
| 第5回  | 5月27日 - 6月5日        | 三原勇希                     | 「ヨガのポーズは天敵カモ」               | 「世界の超!絶景ハウス」予習復習SP(2014/7/12放送分)や 「みんなニコモだった！三原勇希」(月刊デジタルファクトリー)にて配信(2014/7)、 その他シューイチガールとして出演。(2012/4〜2013/3)    | ヨガが得意な勇希ちゃんに負けじと、ヨガのポーズをしてみたものの体が硬すぎてしびれてしまったカモ。                                                                                             |
| 第6回  | 6月10日 - 6月18日       | 石川理咲子                   | 「メガネを外すと・・・」                 | マイナビウエディング 結婚式場相談カウンター「マイナビウエディングサロン・二人の悩み」篇CMやマルイvoi等に出演。                                                                          | 理咲子ちゃんのメガネ姿と髪をほどくシーンにシリタイカモはドキドキカモ！ |
| 第7回  | 6月24日 - 7月3日        | 水野夏美                     | 「生粋の江戸っ子」                       | 日本工学院専門学校のCMや、 テレビドラマ「砂時計」（レギュラー出演）「ごくせん」「ドラゴン桜」等に出演。                                                                                 | 自信を持って江戸っ子ぶりを見せたのに、江戸というよりちょんまげ・・・と苦笑いされてしまったカモ。                                                                                             |
| 第8回  | 7月8日 - 7月17日        | 刈川杏奈                     | 「親子連れじゃないカモ」                 | キリンパークシティ（横浜エフエム放送）のリポーター DISCO TRAIN（TOKYO MX）トレインガールズとして出演。                                                                                  | お台場で兄弟仲良くしていた所をインタビューされたが、杏奈リポーターには「親子」にしか見えなかったカモ。 久しぶりに弟と妹が登場したカモ。                                                      |
| 第9回  | 7月22日 - 7月31日       | 若狭みなと （わかさ みなと） | 「カモらしい歌！？」                     | スパルタンMX（TOKYO MX） 2012/2013 Vリーグアンバサダーとして出演。 | みなとちゃん指導のもと歌の練習をカモ。 シリタイカモからのリクエストでカモらしい曲をお願いしたら得意のドリカモを歌ってくれたカモ！                                                            |
| 第10回 | 8月5日 - 8月14日        | 瀬都ちひろ                   | 「方言にドキドキカモ」                   | ロッテ「ガーナチョコレート」チョコびらき篇CM 「放課後はミステリーとともに」（TBS）に出演。                                                                                              | かわいらしい瀬戸内の方言にメロメロのカモが、ちひろちゃんの帰省にお供しようと名乗り出るが断られちゃったカモ。                                                                                 |
| 第11回 | 8月19日 - 8月28日       | 逢沢きよ                     | 「アニメっぽいカモ？」                   | 4代目ハイサワーガールや、 「コミックマーケット」などイベントを中心に活動。 | 2次元にトキメクきよちゃんに、シリタイカモはつぶやきトーンで「ワタシもアニメっぽいちゃぁぽいんですけどね・・・」と敗北感を感じたカモ。 第11回と第12回のみ、オープニングが海バージョンである。 |
| 第12回 | 9月2日 - 9月11日        | 紗希                         | 「割りたくて・・・もぅ！我慢できない！」 | シンガーソングライターsofiとして活動中。 （リンク先の紗希とは異なる人物である。） 2017年4月〜 日清「ごろっとグラノーラ」CMソング「それが大事」をカバーし歌手として参加                  | 夏、海と言ったらスイカ割り！剣道2段の紗希ちゃんとスイカ割りをするも、シリタイカモの頭に直撃してしまったカモ。 BGMで流れている曲は紗希ちゃんの「Why?」という曲カモ。                          |
| 第13回 | 9月16日 - 9月25日       | 上條かすみ                   | 「食欲の秋カモ」                         | 氣志團の「SUPER BOY FRIEND」PVや、 東京オートサロンステージモデルとして出演。 アイドルグループ「dreamy」のメンバーでもあった。                                                          | 食欲の秋。スレンダーな見た目と違い大食いのかすみちゃんと秋の味覚を食べて食べて・・・もぅ、おなかいっぱいカモ。 第13回からは通常のオープニングに戻っている。                                  |
| 第14回 | 9月29日 - 10月11日      | 葉月ゆめ                     | 「茹でカモ」                             | ミスマガジン2010セミファイナルにノミネート。 月刊トレくるチャンネルに出演中。 | 夏の疲れをとるために、ゆめちゃんと一緒に温泉を楽しんでいたが、のぼせてしまい茹でカモ状態になってしまったカモ。                                                                               |
| 第15回 | 10月13日 - 10月25日     | あおい夏海                   | 「負けらんないカモっ」                   | 西口チャンネル「スーパーアイドルクイーン」（2014/10/14.11/11）出演 2014年11月27日に1stDVD「恋の始まり」を発売。                                                                         | サッカー女子の夏海ちゃんに得意のオーバヘッドキックでゴールを決められたカモ。あまりの切れ味のよさに怯える。                                                                                   |
| 第16回 | 10月27日 - 11月8日      | シローネン                   | 「いい加減にシローネン！」               | TV初出演。 | ニカラグアと日本のハーフのシローネンちゃんだが、茨城育ちでニカラグアには行ったことがないという事態にシリタイカモもさすがに一喝カモ。                                                         |
| 第17回 | 11月10日 - 11月22日     | 砂川陽香 （すながわひろか）  | 「高円寺系？」                           | ニコニコ動画公式チャンネル「ニコニコ神社2013」巫女役や、フジテレビ「カスペ!芸能人が家族の絆をドッキリで確認しちゃいましたSP」ドッキリ隊として出演。 TokyoFashionSnap（TFS）の編集部員。 | 生まれも育ちも高円寺の陽香ちゃん。得意なリフティング、そしてもっと得意という阿波踊り。そのかけ声を聴いていたら踊らずにはいられないカモ。                                                     |
| 第18回 | 11月24日 - 12月13日     | 富田千穂                     | 「動く的カモ」                           | テレビ東京「孤独のグルメ season4」(2014/9/3)や、 花王フレアフレグランスのCMに出演。 | 千穂ちゃんが編んでくれたセータにわくわくして着替えてくるが、的のデザインが編まれていることに気づきガクブルカモ。                                                                             |
| 第19回 | 12月8日 - 12月20日      | 松本愛                       | 「シリタイカモ Winter Collection」       | 雑誌「Popteen」のレギュラーモデル。 舞台「ヴァンパイア騎士」 に出演。 | 鼻水を垂らしているシリタイカモに愛ちゃんがコーディネートしたファッションを纏ってみたカモ。                                                                                                   |
| 第20回 | 12月22日 - 2015年1月3日 | 岡田ユリエ                   | 「お嫁さんだったら・・・」               | 雑誌「JJ」の 専属ブロガーモデル。 | 手作りのシリタイカモクッキーを食べながら、ユリエちゃんがお嫁さんだったらなぁ・・・と妄想夫婦劇が展開したカモ。 シリタイカモのクッキーは岡田さん本人の手作り。                                |

### 2015年
| 回数   | 放送期間          | 名前     | サブタイトル                 | 活動備考 | エピソード |
| ------ | ----------------- | -------- | ---------------------------- | --- | --- |
| 第21回 | 1月5日 - 1月17日  | 高橋杏奈 | 「しっかりしすぎカモ！」     | テレビ東京「ゴッドタン」(2014/2)や、雑誌「ViVi」「S Cawaii!」などに出演。                                       | 旅館の娘、杏奈ちゃんの今年の抱負の「若女将」は、 しっかりしすぎた宣伝でシリタイカモもたじたじカモ。 |
| 第22回 | 1月19日 - 1月31日 | 倉持由香 | 「尻職人・・・？」           | テレビ東京「ゴッドタン」(2014/10/19)や、TBS「有吉ジャポン」(2014/11/7)に出演。 グラドル自画撮り部の部長である。 | 2015/1/19に放送されたものは、お尻を強調する画を多く取り入れたものとなっていたが、何故か1/23放送分からはお尻のアップやケツ9の下りなど、お尻ネタが大幅にカットされる事態になっていたカモ。えらい人に怒られたのカモ。 通常シリタイーノはリピート放送だが、この回に関しては幻の1回が存在していることになる。 |
| 第23回 | 2月2日 - 2月14日  | 泉川実穂 | 「バレンタインなのカモ〜！」 | アイドルユニット「X21」のメンバー。                                                                             | 実穂ちゃんからバレンタインもらえたカモ・・・？ ホワイトデーにお返ししたかったカモー！ |
| 第24回 | 2月16日 - 2月28日 | 田中珠里 | 「カモ。先輩カモ！」         | 前述の泉川と同じアイドルユニット「X21」のメンバー。                                                             | 珠里ちゃんに、シリタイカモ渾身の先輩姿見せてあげたカモ！ 飛ぶのも、走るのもカモは苦手なのカモ〜 |
| 第25回 | 3月2日 - 3月14日  | 高岡純   | 「へ〜んしん！カモ？」       | 舞台「ペテン師と詐欺師」「身毒丸」出演                                                                          | 純ちゃんはライダー好きなんだって！ オリジナルの変身ポーズをしてくれたけど、変身はさすがにできなかったカモ！ でも、なかなかかっこよかったなぁ〜。 |
| 第24回 | 3月16日 - 3月30日 | 栗原秀奈 | 「I have a pen！」           | ホラー映画「眼～まなこ～」植木藍役。 前述の高岡と同じアーティストボックス所属。                                 | 英語を得意げに、「I have a pe~n!」なんて言ってたけど シリタイカモもそれなら言えちゃうカモ！ あ〜最終回だなんて、悲しすぎるカモ〜！ |